# Gerichtsbezirk Görz
Der Gerichtsbezirk Görz (slowenisch Gorica, italienisch Gorizia) war ein dem Bezirksgericht Görz unterstehender Gerichtsbezirk in der Gefürsteten Grafschaft Görz und Gradisca. Görz war der flächenmäßig größte und zugleich bevölkerungsreichste Gerichtsbezirk der 13 Gerichtsbezirke umfassenden Grafschaft Görz. Er wies zudem die zweithöchste Bevölkerungsdichte auf.
Der Gerichtsbezirk umfasste Gebiete in der heutigen, slowenischen Region Goriška und gehörte zum Bezirk Görz. Nach dem Ersten Weltkrieg musste Österreich den gesamten Gerichtsbezirk an Italien abtreten, nach dem Zweiten Weltkrieg gelangte der Großteil des Gebietes an Jugoslawien, heute ist es Teil von Slowenien.

## Geschichte
Um 1850 wurde in der Gefürsteten Grafschaft Görz und Gradisca so wie im gesamten Kaisertum Österreich die ursprüngliche Patrimonialgerichtsbarkeit aufgelöst. In der Folge wurde unter anderen der Gerichtsbezirk Görz geschaffen. Der Gerichtsbezirk unterstand dem für die gesamte Grafschaft zuständigen Landesgericht Görz, das wiederum dem Oberlandesgericht Triest, das am 1. Mai 1850 seine Tätigkeit aufnahm, unterstellt war.
Auch nachdem Görz und Gradisca bzw. Triest sowie Istrien vom ursprünglichen Kronland Küstenland ihre Selbständigkeit als Kronland erlangten, blieb das Oberlandesgericht Triest die oberste Instanz für den Gerichtsbezirk Görz.
Der Gerichtsbezirk Görz bildete im Zuge der Trennung der politischen von der judikativen Verwaltung
ab 1868 gemeinsam mit den Gerichtsbezirken Haidenschaft und Kanalburg den Bezirk Görz,
wobei die Stadt Görz eine Stadt mit eigenem Statut und nicht Teil des (Land)-Bezirks Görz war.
Der Gerichtsbezirk Görz wies 1910 eine Bevölkerung von 76.016 Personen auf, von denen 52.207 Slowenisch (68,7 %) als Umgangssprache angaben. Im Gerichtsbezirk lebten zudem 3.521 Deutschsprachige (6,7 %), 17.545 Italienischsprachige (23,1 %) und 2.743 Anderssprachige oder Staatsfremde. Die italienische Minderheit lebte überwiegend in Görz, wo sie fast 50 % der Bevölkerung stellte. Eine größere Anzahl Italienischsprachiger gab es nur noch in Lucinico, das fast ausschließlich von Italienern besiedelt war. Ansonsten lebten im Umland von Görz mit wenigen Ausnahmen fast ausschließlich Slowenen, während mehr als 90 % der deutschsprachigen Minderheit des Gerichtsbezirks in Görz lebte.
Durch die Grenzbestimmungen des am 10. September 1919 abgeschlossenen Vertrages von Saint-Germain wurde der Gerichtsbezirk Görz zur Gänze Italien zugeschlagen. Nach dem Zweiten Weltkrieg gelangte der Großteil des Gerichtsbezirks an Jugoslawien. Das Gebiet des Gerichtsbezirks verteilt sich heute vor allem auf die slowenischen Gemeinden Šempeter-Vrtojba, Nova Gorica, Miren-Kostanjevica, Brda und Renče-Vogrsko. Die Stadt Görz blieb hingegen größtenteils Teil Italiens.

## Gerichtssprengel
Der Gerichtssprengel umfasste 1910 24 Gemeinden Bilje (Biglia), Čepovan, Dornberg, Görz (Gorica bzw. Gorizia), Grgar (Gargaro), Lucinico (Ločnik), Miren (Merena), Selo (Opatje), Osek-Vitovlje, Ozeljan Šent Mihel (Ossegliano-Sankt Michael), Podgora, Prvačina, Renče (Ranziano), Solkan (Salcano), Šent Andrež (Sankt Andrä bzw. Sant’ Andrea), Šent Ferjan (Sankt Florian bzw. San Floriano), Šent Martin-Kojsko (Sankt Martin-Quisca bzw. San Martino-Quisca), Šent Peter (Sankt Peter bzw. San Pietro), Sovodnje (Savogna), Šempas (Schönpaß), Tribuša (Gorenja), Trnovo (Gemeinde Nova Gorica), Vogrsjo und Vrtojba.